# Lymantria antica
Lymantria antica este o specie de molii din genul Lymantria, familia Lymantriidae, descrisă de Walker 1856 Conform Catalogue of Life specia Lymantria antica nu are subspecii cunoscute.